# De snijtafel
De snijtafel is een online videoserie van Kasper C. Jansen. In het programma worden uitingen in populaire media en popcultuur kritisch ontleed en geïnterpreteerd.

## Geschiedenis
De snijtafel ontstond in september 2012 als kanaal op YouTube. Het programma is eenvoudig van opzet: Jansen en Michiel Lieuwma bespraken aan tafel iedere aflevering een andere media-uiting zin voor zin. In de beginperiode ging het steevast over de teksten van Nederlandstalige popmuziek, maar vanaf de dertiende aflevering werd de focus verbreed en werden ook items in populaire tv-programma's zoals De Wereld Draait Door, RTL Nieuws, Pauw, Koefnoen en Jinek kritisch geanalyseerd. Later volgden ook andere maatschappijkritische thema's zoals de discussie rondom Zwarte Piet en de campagne "NIX18", alsook interviews, video's en toespraken van onder meer Ayaan Hirsi Ali, Jan Roos en Thierry Baudet.
In de zomer van 2015, na eenendertig afleveringen, stopte Lieuwma met De snijtafel. Sindsdien wisselt de gastanalyticus naast Jansen per aflevering; terugkerende gastanalytici zijn onder meer Joris van Laarhoven, Esther Porcelijn en Maarten Boudry. Engelstalige items worden meestal in het Engels besproken, zodat Jansen geen ondertiteling in de video hoeft te verwerken.

## Financiering
In oktober 2013 werd de videoserie door de VPRO gefinancierd en geadopteerd. Onder de naam De Cultuurkelder werden in opdracht van de VPRO bovendien twee pilotafleveringen gemaakt om te zien of De snijtafel geschikt gemaakt kon worden voor tv. Op deze pilots is geen vervolg gekomen. Aan de samenwerking met de VPRO kwam in juli 2014 een einde.
Van augustus 2014 tot juli 2015 was De snijtafel onderdeel van het journalistieke platform De Correspondent. Van de zomer van 2017 tot de zomer van 2019 was De snijtafel weer terug bij de VPRO, waarna de VPRO de samenwerking wederom opzegde, naar eigen zeggen om ruimte te geven aan nieuwe talenten. Sindsdien wordt De snijtafel gefinancierd via Stichting Cultuurbord en donaties.